# Micraira
Micraira F.Muell. é um género botânico pertencente à família Poaceae.